# Судниковский сельский округ
Судниковский сельский округ — упразднённая административно-территориальная единица, существовавшая на территории Волоколамского района Московской области в 1994—2006 годах.
Судниковский сельсовет был образован в 1924 году в составе Судниковской волости Волоколамского уезда Московской губернии путём выделения из Якшинского с/с.
В 1926 году Судниковский с/с включал 2 населённых пункта — Судниково и Карабузино.
В 1929 году Судниковский с/с был отнесён к Волоколамскому району Московского округа Московской области. При этом к нему были присоединены Акуловский, Бутаковский и Якшинский с/с.
4 января 1939 года Судниковский с/с вошёл в новообразованный Осташёвский район.
31 декабря 1954 года из Куровского с/с в Судниковский были переданы селения Берёзки, Грули, Долматово, Помогаево, Сальково, Соколово, Филатово, Шапкино и Щёлково.
7 декабря 1957 года Осташёвский район был упразднён и Судниковский с/с был передан в Волоколамский район.
4 марта 1958 года селения Берёзки, Грули, Долматово, Помогаево, Сальково, Соколово, Филатово, Шапкино и Щёлково были переданы в Лужковский с/с Рузского района.
7 августа 1973 года к Судниковскому с/с был присоединён Таболовский с/с.
5 февраля 1975 года в Судниковском с/с были сняты с учёта селения Алферьево и Зобово.
3 февраля 1994 года Судниковский с/с был преобразован в Судниковский сельский округ.
20 октября 1999 года деревня Васильевская была передана из Судниковского с/о в Ждановский с/о.
В ходе муниципальной реформы 2005 года Судниковский сельский округ прекратил своё существование как муниципальная единица. При этом деревня Новопавловское была передана в городское поселение Сычёво, а остальные населённые пункты — в сельское поселение Спасское.
29 ноября 2006 года Судниковский сельский округ исключён из учётных данных административно-территориальных и территориальных единиц Московской области.